# Dianne Holumová
Dianne Mary Holumová (* 19. května 1951 Chicago, Illinois) je bývalá americká rychlobruslařka.
Na Mistrovství světa ve víceboji debutovala v roce 1966, ve svých 14 letech, kdy skončila na devatenáctém místě. O rok později již na tomto šampionátu získala bronzovou medaili. Startovala na Zimních olympijských hrách 1968, kde vybojovala stříbro na trati 500 m a bronz na dvojnásobné distanci; v závodě na 1500 m byla třináctá. Na Mistrovství světa ve víceboji 1970 byla čtvrtá, stejně jako následující rok. Ze sprinterského světového šampionátu 1971 si odvezla bronzovou medaili. V roce 1972 startovala na zimní olympiádě, kde vyhrála závod na 1500 m, získala stříbrnou medaili z trati 3000 m a kde se umístila na šestém místě na distanci 1000 m, na Mistrovství světa ve sprintu, kde vybojovala stříbro, a na Mistrovství světa ve víceboji, odkud si přivezla bronzovou medaili. Po sezóně 1971/1972 ukončila aktivní sportovní kariéru.
Poté působila jako trenérka o šest let mladšího Erica Heidena a jeho sestry Beth. Dcera Dianne Holumové, Kirstin, rovněž závodila jako rychlobruslařka.